# Chinteni
Chinteni est une commune de Transylvanie, en Roumanie, dans le județ de Cluj. Elle est composée des villages Chinteni, Deușu, Vechea, Măcicașu, Sânmărtin, Feiurdeni, Pădureni et Săliștea Veche.